# أوكان ألكان
أوكان ألكان (بالتركية: Okan Alkan) (1 أكتوبر 1992 بدنيصر في تركيا - ) هو لاعب كرة قدم تركي في مركز الظهير. شارك مع منتخب تركيا تحت 17 سنة لكرة القدم ومنتخب تركيا تحت 19 سنة لكرة القدم ومنتخب تركيا تحت 21 سنة لكرة القدم. أما مع النوادي، فقد لعب مع بوجاسبور وكايسري سبور ونادي فنربخشة وبالق أسير سبور.

## وصلات خارجية
- أوكان ألكان على موقع الاتحاد الدولي (مؤرشف)  (الإنجليزية)
- أوكان ألكان على موقع الاتحاد الأوربي (الإنجليزية)
- أوكان ألكان على موقع اتحاد تركيا (لاعب) (الإنجليزية)
- أوكان ألكان على موقع قاعدة بيانات كرة القدم.إي يو (الإنجليزية)
- أوكان ألكان على موقع Soccerway.com (الإنجليزية)
- أوكان ألكان على موقع عالم كرة القدم.نت (الإنجليزية)